# 239e régiment d'infanterie
Le 239e régiment d'infanterie (239e RI) est un régiment d'infanterie de l'Armée de terre française constitué en 1914 avec les bataillons de réserve du 39e régiment d'infanterie. Il combat au début de la Première Guerre mondiale puis au début de la Seconde Guerre mondiale.

## Création et différentes dénominations
- 2 août 1914 : formation du 239e régiment d'infanterie
- novembre 1917 : dissolution.
- septembre 1939 : le régiment est reformé
- 31 mai 1940 : le régiment est dissous

## Chefs de corps
- 2 août - 4 septembre 1914 : lieutenant-colonel Léchères
- 4 - 21 septembre 1914 : commandant Husband
- 21 septembre - 11 octobre 1914 : chef de bataillon Mouriès
- 11 octobre - 12 mai 1915 : lieutenant-colonel Léchères
- 12 mai 1915 - 11 novembre 1917 : lieutenant-colonel Despierres

- septembre 1939 -mai 1940 : colonel de Grouchy[1]

## Historique des garnisons, combats et batailles

### Première Guerre mondiale

#### Affectation
Casernement Rouen, réserve d'infanterie du 3e Corps d'Armée.
- 3e Corps d'Armée août 1914 à juillet 1915, rattachée à la 6e division d'infanterie.
- 130e Division d'Infanterie de juillet 1915 à novembre 1917.

#### 1914
- 9 août : transport par V.F. de Rouen vers Amagne-Lucquy.
- 9 - 19 août : mouvement vers le nord, le 19 août la frontière avec la Belgique est franchie.
- 22 - 23 août : engagé dans la bataille de Charleroi, mise en défense de Nalinnes, mouvement en direction de Bouffioulx avec de fortes pertes.
- 24 - 28 août : retraite en direction du sud.
- 29 - 30 août : engagé dans la bataille de Guise, occupation et défense de position autour de Landifay et d'Origny-Sainte-Benoite.
- 31 août - 4 septembre : retraite en direction du sud, résistance sur la Marne sur le pont de Thy.
- 4 - 10 septembre : mise en réserve durant la bataille de la Marne.
- 10 - 21 septembre : progression en direction du nord de Reims.
- 22 septembre - mai 1915 : occupation d'un secteur du front autour de Villers-Franqueux, au bois de Chauffour et le long de la route nationale 44.

26 - 30 septembre : combats violents locaux autour du bois de Chauffour, puis organisation et renforcement des positions.

#### 1915
- mai - 8 juillet : retrait du front, mouvement en Artois. Le régiment est transféré au mois de juillet à la 130e division d'infanterie, il forme avec le 39e régiment d'infanterie la 260e brigade d'infanterie.
- 8 juillet - 20 septembre : occupation d'un secteur vers Neuville-Saint-Vaast, organisation du terrain en vue de l'offensive (sape, boyau de communication, parallèles de départ).
- 20 - 25 septembre : coups de main sur les tranchées allemandes.
- 25 septembre - 8 octobre : engagée dans la bataille de l'Artois, en réserve d'armée. Le régiment soutient une attaque de la 55e division d'infanterie vers la tranchée Nietzche, combats locaux.
- 9 octobre - 21 décembre : mouvement de rocade, occupation de centres de défense Entonnoir et Chantecler dans la région d'Arras.
- 21 décembre 1915 - 21 février 1916 : occupation d'un secteur dans la région de Souchez. Attaque allemande sur le fortin de Givenchy, repoussée.

#### 1916
- 21 février - 8 juin : retrait du front, transport par V.F. en Lorraine. Occupation d'un secteur vers Einvaux, puis organisation défensive d'un secteur vers Montcel, puis vers Mazeuilles et le long de la Seille.
- 5 - 30 juin : engagée dans la bataille de Verdun, à partir du 12 juin occupation d'un secteur vers Fleury-devant-Douaumont face au bois de la Caillette. Résistance aux attaques allemandes.

22 juin : lourd bombardement allemande au gaz, suivi d'une attaque allemande sur le village de Fleury. Au cours de ces combats extrêmement violents plusieurs compagnies du régiment sont totalement détruites.
- 30 juin - 3 août : retrait du front, reconstitution du régiment par l'apport du 2e bataillon du 405e régiment d'infanterie.
- 3 août - 13 septembre : occupation d'une portion du front en Argonne dans le secteur Marchand et de la Chalade, action locale, guerre des mines.
- 14 - 30 septembre : retrait du front, repos.
- 30 septembre - 24 octobre : mouvement vers Verdun, occupation d'un secteur au nord-ouest de Fleury ; travaux de terrassement et d'organisation du terrain sous le bombardement allemand.

10 octobre : coup de main allemand repoussé.
- 24 octobre - 8 novembre : retrait du front, repos.
- 9 novembre 1916 - 17 janvier 1917 : mouvement vers le front, occupation d'un secteur dans la région d'Haudiomont.

#### 1917
- 18 janvier - 18 juillet : mouvement de rocade, occupation d'un secteur dans la région de Flirey à partir du 21 janvier, nombreux combats locaux.

20 février : coup de main français sur les tranchées allemandes.
4, 5 et 20 mars : attaques locales allemandes repoussées.
10 juin : attaque locale française qui atteint la troisième ligne allemande. Retrait du front dans les premiers jours de juillet.
- 18 juillet - 1er septembre : transport par V.F., relève du 114e bataillon de chasseurs alpins et du 274e régiment d'infanterie dans le secteur de Courtecon dans la zone de l'éperon de Beaulne. Tirs réguliers de l'artillerie allemande.
- 2 - 5 septembre : organisation défensive d'un secteur du front dans la région de Vassogne.
- 6 septembre - 10 novembre : le régiment est appelé pour poursuivre les troupes allemandes risquant de se replier.

7 octobre : reconnaissance dans la basse forêt de Courcy. Préparation à participer au débordement au nord-est de la forêt de Saint Gobain.
- 10 novembre : annonce de la dissolution de la 130e division d'infanterie et du 239e régiment d'infanterie. Les différentes unités composant le régiment sont ventilées au sein du 14e corps d'armée.

#### Pertes
Durant la Première Guerre mondiale, le régiment déplore la perte de 937 officiers, sous-officiers et soldats morts.

### Seconde Guerre mondiale

#### Drôle de guerre
Le 239e régiment d'infanterie est reformé le 7 septembre 1939 dans le secteur de Rouen par le centre mobilisateur d'infanterie no 32 sous les ordres du colonel de Grouchy. Il appartient à la 53e division d'infanterie sous les ordres du général Blin. Cette division est en octobre à la disposition du XVIe corps d'armée en Flandre, elle renforce le secteur défensif des Flandres (qui devient ensuite le secteur fortifié des Flandres). Puis elle est affectée à la 9e armée en 1940, elle stationne alors dans la région de Novion-Porcien – Launois-sur-Vence, en tant que réserve de l'armée elle est susceptible de venir soutenir la 102e division d'infanterie de forteresse.

#### Bataille de France
Le régiment est dissous le 31 mai 1940 pour renforcer les deux autres régiments d'infanterie de la 53e division légère d'infanterie.

## Drapeau
Il porte, cousues en lettres d'or dans ses plis, les inscriptions suivantes :
- Artois 1915
- Verdun 1916

## Décorations
Aucune citation au régiment.

### Insigne
L'insigne date de 1939[réf. nécessaire]. Cor de chasse, avec un écu au milieu, couleur blanc bleu casque adrian grenade orangée.

## Personnalités ayant servi au239eRI
- Marcel Brunnarius (1884-1916), architecte, sous-lieutenant à la 17e compagnie du régiment, tué à Fleury-devant-Douaumont le 23 juin 1916. Son nom est inscrit au Panthéon parmi les 560 écrivains morts au combat pendant la Première Guerre mondiale.
- Paul Anquetil (1873-1940)

## Sources et bibliographie
- Capitaine Raymond Guillemain, Le 239e d'Infanterie. Souvenirs et épisodes de la vie de guerre d'un régiment de Rouen
- Historique du 239e régiment d'infanterie : 1914-1917, Rouen, H. Defontaine, 1920, 32 p., lire en ligne sur Gallica.